# Nikon D3X
Nikon D3X — професійний однооб'єктивний цифровий дзеркальний фотоапарат компанії Nikon, анонсований 1 грудня 2008 року. Рекомендована ціна на момент початку продажу — 6000 доларів США.
Фотоапарат оснащений матрицею формату Nikon FX з роздільною здатністю 24,5 мегапікселя. Корпус виконаний з магнієвого сплаву.